# Orden de Jorge I
La Real Orden de Jorge I es una orden del reino de Grecia, actualmente activa como orden dinástica de la casa real griega.

## Historia
La orden fue fundada por el rey Constatino I de Grecia en memoria de su padre, Jorge I, asesinado en 1913 en Salónica. Fue la segunda orden griega en ser creada tras la orden del Redentor en 1833.
Tras la caída de la monarquía en 1973, la orden continúa siendo otorgado por el rey Constantino II de Grecia.

## Estructura
El gran maestro de la orden era el rey de los Helenos.
La orden contaba con cinco grados:
- Caballero gran cruz,
- Gran comendador,
- Comendador,
- Cruz de oro,
- Cruz de plata

La orden contaba con dos divisiones: civil y militar. 

## Insignia
La insignia de la orden consistía en una cruz latina patada esmaltada de blanco. En el centro de la misma se disponía un medallón esmaltado en rojo con las iniciales de Jorge I, cruzadas y coronadas, en dorado. Los bordes del medallón eran blancos y contenían en letras doradas la inscripción: IΣXΥΣ MOΥ H AΓAΠH TOΥ ΛAOΥ (en griego, Mi fuerza es el amor de mi pueblo).
En el anverso de la insignia se encontraban las fechas del reinado del titular de la orden 1863-1913. La insignia se encontraba rematada por una corona real. En el caso de los condecorados en la división militar de la orden, la insignia se otorgaba con espadas.
La cinta de la decoración era de color carmesí.